# Фрідом Тауншип (округ Адамс, Пенсільванія)
Фрідом Тауншип (англ. Freedom Township) — селище (англ. township) в США, в окрузі Адамс штату Пенсільванія. Населення — 825 осіб (2020).

## Демографія
Згідно з переписом 2010 року, у селищі мешкала 831 особа в 341 домогосподарстві у складі 258 родин. Було 364 помешкання
Расовий склад населення:
| - 97,1 % — білих - 1,0 % — чорних або афроамериканців - 0,6 % — азіатів |

До двох чи більше рас належало 0,8 %. Частка іспаномовних становила 1,2 % від усіх жителів.
За віковим діапазоном населення розподілялося таким чином: 19,1 % — особи молодші 18 років, 64,5 % — особи у віці 18—64 років, 16,4 % — особи у віці 65 років та старші. Медіана віку мешканця становила 49,9 року. На 100 осіб жіночої статі у селищі припадало 99,3 чоловіків;  на 100 жінок у віці від 18 років та старших — 103,0 чоловіків також старших 18 років.
Середній дохід на одне домашнє господарство  становив 106 619 доларів США (медіана — 71 667), а середній дохід на одну сім'ю — 120 281 долар (медіана — 79 750). Медіана доходів становила 51 667 доларів для чоловіків та 46 250 доларів для жінок. За межею бідності перебувало 6,2 % осіб, у тому числі 0,0 % дітей у віці до 18 років та 6,8 % осіб у віці 65 років та старших.
Цивільне працевлаштоване населення становило 408 осіб. Основні галузі зайнятості: освіта, охорона здоров'я та соціальна допомога — 16,2 %, виробництво — 14,2 %, науковці, спеціалісти, менеджери — 12,0 %, мистецтво, розваги та відпочинок — 10,3 %.